# 群眾心理學
群體心理学是社會心理學的一個分支，主要解釋群體行為和個體在群體中的行為。過去主要的群體心理學家包括古斯塔夫·勒龐、加布里埃爾·塔爾德、西格蒙德·弗洛伊德和史蒂夫·賴徹。群众心理学发现，个体在集体中容易丧失责任感，行为会出现趋同，而且这种现象随着群体的增大会更加明显。
最早的群體心理学文献为1841年查尔斯·麦基写成的《大眾錯覺與群體狂熱》（Extraordinary Popular Delusions and the Madness of Crowds）。。但是系统性的群众心理学研究直到19世纪后半叶才出现，古斯塔夫·勒庞为其先驱。

## 起源
1900年之前的幾十年，人們對群體現象進行了心理學研究。這種現代的城市文化使他們認為生活在新的不同時代。
同樣，“群體”的抽象概念在巴黎，法國和意大利王國最大的城市米蘭同時也成為一種新現象。法律改革者，特別是在意大利王國，目標是使社會法與生物法協調一致。
群體心理學的第一次辯論始於1885年11月16日在羅馬舉行的第一屆國際犯罪學大會上。會議由塞薩爾·隆布羅索和他的意大利同胞主導，他們強調生物學的決定性。

## 理論

### 去個體化理論
美國社會心理學家Leon Festinger及其同事於1952年首先闡述了去個體化的概念。美國心理學家Philip Zimbardo進一步完善了去個體化的概念，他詳細解釋了為什麼匿名，缺乏社會約束和感覺超負荷等因素導致心理輸入和輸出變得模糊。

### 收斂理論
趨同理論認為人群行為不是人群的產物，而是人群是志趣相投的人聚在一起的產物。弗洛伊德·艾爾波特（Floyd Allport）辯稱：“人群中的每個人的行為就像他獨自一個人的行為一樣，只會表現得更多。”趨同理論認為，人群是由相貌相似的人形成的，人群的行為隨後得到了人群的強化和增強。
趨同理論認為人群行為不是非理性的。相反，人群中的人們表達了現有的信念和價值觀，因此，暴民反應是普遍流行的感覺的理性產物。但是，這一理論受到某些研究的質疑，該研究發現，參與1970年代騷亂的人比沒有參加調查的同齡人更容易被定罪。
對這一理論的批評者報告說，它仍然排除了對自我和行動的社會決定，因為它認為人群的所有行動都源於個人的意圖。

### 新規範理論
新興規範理論允許正面和負面的暴民類型，因為關鍵人物的獨特特徵和行為本質上可以是正面或負面的。反社會領袖可以煽動暴力，但在人群中有影響力的非暴力聲音可能導致大規模靜坐。
拉爾夫·特納（Ralph Turner）和劉易斯·基利安（Lewis Killian）提出了從人群中產生規範的想法。新興規範理論指出，群體從一開始就沒有什麼統一性，但是在經過一段時間的磨合後，關鍵成員提出了適當的行動，隨後的成員加入了隊伍，構成了人群規範的基礎。
追隨者構成了暴民的大多數，因為人們往往是順從的生物，在他人的意見中受到很大的影響。Sherif和Asch進行的一致性研究已經證明了這一點。群體成員還對普遍現象深信不疑，普遍現像被奧爾波特描述為一種有說服力的趨勢，即如果暴民中的每個人都以某種方式行事，那肯定是不對的。
對這一理論的主要批評是，新規範的形成和遵循表明了人群中個人經常缺乏的自我意識水平（通過去個體化研究得到證明）。

### 社會認同理論
社會認同理論認為，自我是一個複雜的系統，主要由各種社會群體中的成員資格或非成員資格概念組成。這些群體具有不同的道德和行為價值觀和規範。
群體身份有助於建立一套行為標準；對於某些群體來說，暴力是合法的，而對於另一些群體，則是不可接受的。
人群是個人的混合體，所有人都屬於各個重疊的群體。
在更加曖昧的人群中，個人將以一種新的社會身份作為群體的一員。通過與其他群體的對抗，該群體的成員資格變得更加突出，這在群體中是相對普遍的情況。
該理論的一個關注點是，儘管它解釋了群體如何反映社會觀念和主流態度，卻沒有解釋人群採取行動推動社會變革的機制。